# New York Dolls
New York Dolls fue una banda de Glam rock formado en Nueva York en 1971. Disueltos en 1975 tras haber publicado dos álbumes, consiguieron poco éxito durante su existencia, pero ejemplificaron lo que vendría poco después en la era del punk rock e incluso; caras maquilladas con peinados cardados influenciarían muy posteriormente en la apariencia de muchas bandas de rock gótico, deathrock y de glam metal. Su estilo musical descuidado, pero altamente energético, marcó la pauta para muchas bandas de rock and roll posteriores.

## Historia

### Primeros años (1971 - 1973)
Inicialmente, el grupo estaba compuesto por David Johansen, los guitarristas Johnny Thunders y Rick Rivetts (quien fue reemplazado por Sylvain Sylvain después de unos meses), el bajista Arthur Kane y el baterista de origen colombiano William Murcia, conocido como Billy Murcia.
Tuvieron su primera gran oportunidad cuando Rod Stewart los invitó a abrir para él en un concierto en Londres. Poco después, Murcia murió de asfixia accidental (después de desmayarse por efecto de las drogas y el alcohol. Sus groupies lo sumergieron en un baño de agua fría y llenaron su garganta de café).[cita requerida] Fue sucedido por Jerry Nolan, aunque el futuro baterista de las bandas de punk The Voidoids y Ramones (Marc Bell/Marky Ramone) dijo haber hecho una audición para ocupar el puesto vacío por Murcia. La primera presentación de esta nueva alineación fue el 19 de diciembre de 1972, en un refugio para desamparados, el infame Hotel Endicott.
Los Dolls fueron influenciados por el R&B, los Rolling Stones y bandas anárquicas de proto-punk como MC5 y The Stooges, así como artistas de glam rock como Marc Bolan y David Bowie. Tomaron su propio camino, creando algo que el crítico Stephen Thomas Erlewine describió «no suena en realidad como nada que haya venido antes de él». Es hard rock con una ocurrente sagacidad consciente de su estado, una celebración del camp y kitsch que conserva una actitud amenazadora y malévola. .
La energía de Johansen compensaba para lo que entonces era una voz débil; el sonido difuso de la guitarra de Thunders se convirtió casi instantáneamente en el sello personal de la banda, así como la guitarra rítmica minimalística de Sylvain y el pesado estilo de batería de Nolan. Estéticamente, los Dolls se veían como una pandilla de fiesta de "Halloween" que había asaltado el armario de los Rolling Stones y Marc Bolan y la había hecho aún más exageradamente andrógino.

### New York Dolls(1973 - 1974)

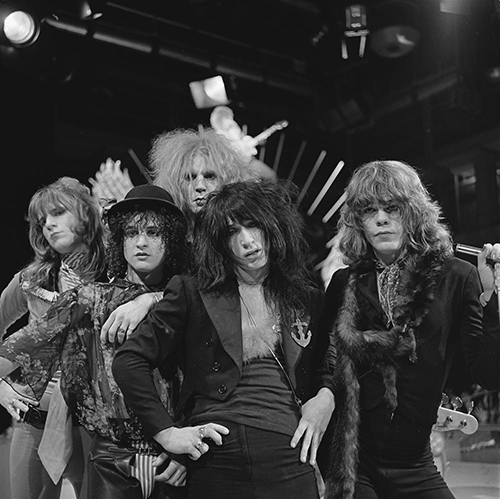
New York Dolls en 1973.

Musicalmente, su repertorio -mayormente escrito por Johansen (quien, por entonces escribía su nombre como Jo Hansen)- y Thunders, ocasionalmente por Johansen y Sylvain era una serie de descuidadamente energéticas expresiones de los bajos fondos de la escena neoyorquina de donde emergían, particularmente a través de los legendarios shows en el Mercer Arts Center. Canciones como «Personality Crisis», «Trash», «Frankenstein», «Vietnamese Baby» y «Jet Boy» fueron series seminales de abuso de guitarra, compensando con actitud lo que les faltaba en habilidad musical. Pero a pesar de todo su abuso, los Dolls no estaban completamente faltos de sutileza; «Subway Train», por ejemplo, fue una pieza todo lo impactantemente lírica (e incluso musicalmente) que la banda era capaz de ejecutar.
Esas y seis otras canciones (incluyendo una versión de «Pills», de Bo Diddley) se convirtieron en su álbum debut epónimo en 1973, New York Dolls, con la disquera Mercury. Producido por Todd Rundgren, algunos críticos piensan que su influencia fue demasiado notoria en el empuje crudo de la banda, mientras que otros piensan que les dio precisamente la guía que necesitaban para permitir que lo mejor de sus singulares gruñidos se mostrase. El álbum recibió críticas positivas, pero las ventas fueron marginales.

### Too Much, Too Soon(1974 - 1977)
Para su próximo álbum, el quinteto optó por otro productor legendario, George Morton, quien produjo algunos favoritos de la banda en los 60, incluyendo al girl group The Shangri-Las. Lejos de la atmósfera que prestó a esos mini-épicos, Morton le dio a los Dolls un sonido más magro para el álbum de 1974, Too Much Too Soon. La composición lírica de la banda parecía titubear levemente mientras que sus versiones de clásicos R&B recordaban algo de la energía original del grupo, particularmente su versión de "(There's Gonna Be A) Showdown", de Archie Bell and the Drells. Los críticos aplaudieron, mayormente, pero el público estuvo aún menos impresionado que con el primer álbum (una votación en una revista los colocó como ganadores del mejor y el peor nuevo grupo de 1973).
Mercury abandonó su contrato con los Dolls poco después, y la banda reclutó al sastre británico Malcolm McLaren como su nuevo mánager. Las provocativas piruetas que hizo funcionar posteriormente con los Sex Pistols fracasaron para los Dolls, especialmente cuando vistió al grupo en cuero rojo y organizó varias presentaciones frente a una bandera soviética, que alejó a las disqueras que consideraban en esa época la posibilidad de firmar a los Dolls. Excepto por algunos breves períodos, los dos álbumes de los Dolls (considerados clásicos absolutos del proto-punk) han sido producidos sin interrupción desde sus respectivos lanzamientos.

### Separación (1977 - 2004)
Thunders y Nolan se marcharon en 1975 para formar The Heartbreakers con el guitarrista Walter Lure y el cofundador y bajista de Television Richard Hell. Finalmente reemplazaron a Hell por Billy Rath y fueron de gira, apoyando a sus herederos los Sex Pistols (ya que los Sex Pistols estaban fuertemente influenciados por los New York Dolls, sobre todo por el guitarrista Johnny Thunders que luego pertenecería a The Heartbreakers) en Inglaterra en 1976, mientras que el resto de los Dolls reclutaron reemplazos y continuaron hasta 1977. The Heartbreakers grabó un álbum de estudio (exclusivo para el Reino Unido) y algunos álbumes informales de presentaciones en vivo (incluyendo un set memorable de un concierto en Max's Kansas City) antes de separarse y reducirse a conciertos aleatorios. Thunders continuó de gira y grabó a través de los 80, lanzando un álbum como solista (So Alone) que recibió buenas críticas y varias recopilaciones de versiones y algunas piezas originales. Sin embargo, nunca llegó a salir de sus problemas con las drogas, y murió en Nueva Orleans en 1991, de una supuesta sobredosis de heroína y metadona. Nolan murió unos meses después, en 1992, después de un derrame causado por una meningitis.
Después de que los Dolls se separasen definitivamente, Johansen tuvo una carrera como solista con un éxito moderado en términos comerciales; su voz había madurado considerablemente, volvió a su pasión original por el R&B (con Syl Sylvain, su antiguo compañero de banda de Dolls, principalmente), y grabó numerosos álbumes como solista mostrándose (casi sorprendentemente, considerando su pasado con los Dolls) como uno de los grandes cantantes soul blancos de su era. Su cuarto álbum como solista, un set de conciertos llamado Live it Up, tuvo buenas ventas y aportó al menos un clásico de la radio, una brillante mezcla inconsútil de "We Gotta Get Out of This Place" de The Animals. Pero Johansen estaba ya cansado del tipo de audiencias para las que estaba cantando (en una entrevista en televisión, las denominó la "música mental pesada que es muy popular en los mítines de las Juventudes Hitlerianas"), y desarrolló una identidad y estilo alternos: el cantante y frecuentador de salones Buster Pointdexter, cuyo estilo híbrido de pop tropical y soul resultó en uno de los más grandes éxitos bailables de los 80s, "Hot Hot Hot". Finalmente cambió de dirección una vez más, moviéndose a la música tradicional y el blues con David Johansen and the Harry Smiths, a través de los 90. Un tercer álbum de los New York Dolls (compuesto de sesiones de demos en 1972 con la segunda alineación) fue lanzado en casete en 1981, finalmente llegando a CD como Lipstick Killers en 2000.
Syl Sylvain tuvo su propia carrera musical por un tiempo. Formó su propia banda, The Criminals, y grabó un álbum como solista con la discográfica RCA. Incluso pasó algunos años como compañero de Johansen. Finalmente trabajó como taxista en Nueva York, lo que describió como el peor trabajo del planeta.

### Reunión yOne Day It Will Please Us to Remember Even This(2004 - 2009)
Morrissey organizó una reunión de los tres miembros supervivientes de la banda (Johansen, Sylvain y Kane) para el festival Meltdown en el 2004, que fue extremadamente bien recibida. Un LP y DVD en directo han sido lanzados con la discográfica Attack, de Morrissey. La película "New York Doll" muestra el génesis de la reunión desde el punto de vista de Kane, contrastado contra el fondo de su conversión a la Iglesia de Jesucristo de los Santos de los Últimos Días.
Todo esto aumentó el shock público causado por la noticia de que Arthur Kane murió inesperadamente el 13 de julio de 2004, de leucemia.
En julio de 2005 se hizo un anuncio de que los dos miembros supervivientes de la banda irían de gira y producirían un nuevo álbum para la primavera del 2006, con Steve Conte como guitarrista, Sami Yaffa en el bajo, Brian Delaney baterista y Brian Koonin en el teclado.El álbum lleva el nombre "One Day It Will Please Us to Remember Even This".

### Cause I Sez SoyDancing Backward in High Heels(2009 - 2011)
En el 2009 New York Dolls presentaron Cause I Sez So su cuarto álbum de estudio (el segundo después de la reunión) el 5 de marzo producido por Acto Records. El productor del disco es Todd Rundgren, quien también produjo su álbum debut. Una de las canciones de ese álbum "Trash" fue regrabada para este álbum.

## Influencia
Los Dolls influenciaron una era completa de géneros como el punk rock, el deathrock y el glam metal y a bandas como The Ramones, The Damned, Hanoi Rocks, Kiss, Mötley Crüe, Guns N' Roses, Ultravox (cuya alineación original era comparable con la banda en aspectos notables) y Morrissey (de The Smiths, quien solía ser líder de un club de fanes de New York Dolls), también fueron una influencia masiva en varios miembros de los Sex Pistols, especialmente en el guitarrista Steve Jones, quien dijo que en retrospectiva se sentía avergonzado de lo mucho que copió el estilo de Johnny Thunders, y también el infame de GG Allin que fue tanta su influencia que iba travestido a sus clases cuando estudiaba. El mánager de los Pistols, Malcolm McLaren, estuvo brevemente involucrado con los Dolls al final de sus carreras.

Fueron también una importante influencia en la escena de rock en Nueva York, habiendo acumulado un seguimiento de culto muy devoto durante sus carreras. Para el momento en que New York Dolls se había separado, Ira Robbins escribe que lograron "singularmente comenzar la escena local de Nueva York que luego genera a los Ramones, Blondie, Television, Talking Heads y otros. Un caso clásico del todo siendo mayor que la suma de sus partes, los Dolls fueron mucho más que una banda. Su devota audiencia original se convierte en la placa de Petri de una escena; emularon a sus héroes y formaron grupos en su imagen." 

## Miembros
Última formación
- David Johansen: Voz, armónica
- Sylvain Sylvain: Guitarra rítmica, piano
- Earl Slick: Guitarra
- Kenny Aaronson: Bajo
- Brian Delaney: Batería

Miembros anteriores
| - Johnny Thunders: guitarra solista, voz (1971-1975) - Arthur Kane: bajo (1971-1975, 2004) - Jerry Nolan: batería (1972-1975) - Rick Rivetts: guitarra rítmica (1971) - Billy Murcia: batería (1971-1972) - Blackie Lawless: guitarra (1975) - Peter Jordan: bajo (1974-1977) | - Bobby Blaine: piano (1975-1977) - Tony Machine: batería (1975-1977) - Gary Powell: batería (2004) - Sami Yaffa: bajo (2005-2010) - Brian Koonin: teclados (2005-2010) - Steve Conte: guitarra solista (2004-2010) |

## Discografía
Álbumes Demo
- Lipstick Killers (1981)
- Seven Day Weekend (1992)

Álbumes de estudio
- New York Dolls (1973)
- Too Much Too Soon (1974)
- One Day It Will Please Us to Remember Even This (2006)
- Cause I Sez So (2009)
- Dancing Backward in High Heels (2011)

Álbumes en vivo
- Red Patent Leather (1984)
- Return of the New York Dolls: Live From Royal Festival Hall (2004)